# Angostura glazioviana
Angostura glazioviana är en vinruteväxtart som först beskrevs av Taubert, och fick sitt nu gällande namn av B.W.P. de Albuquerque. Angostura glazioviana ingår i släktet Angostura och familjen vinruteväxter. Inga underarter finns listade i Catalogue of Life.